# Каллист I (патриарх Константинопольский)
Патриа́рх Ка́ллист I (греч. Πατριάρχης Κάλλιστος Α΄; ум. ок. 1363) — патриарх Константинопольский (1350—1354, 1355—1363). Почитается в Православной церкви в лике святителей, память 20 июня (по юлианскому календарю).

## Биография
Сведения о ранних годах жизни скудны. Был учеником Григория Паламы и Григория Синаита, в течение 28 лет был монахом в Монастыре Филофей на полуострове Афон.
В 1350 году по предложению императора Иоанна VI Кантакузина был возведен на Константинопольскую кафедру, занимая её при императорах Иоанне VI Кантакузине (1347—1354) и Иоанне V Палеологе (1353—1357).
В 1351 году в конфликте между Кантакузинами и Палеологами стал на сторону Иоанна V Палеолога, а в апреле 1353 года отказался исполнить требование Иоанна VI Кантакузина прекратить литургическое поминовение законного императора Иоанна V Палеолога и короновать его сына Матфея как своего (Иоанна VI Кантакузина) соправителя, вследствие чего удалился в монастырь, при этом не сложив с себя сана, что не позволяло избрать нового патриарха и совершить чин венчания Матфея. В итоге 14 августа 1353 года Синодом был низложен с патриаршего престола (по указанию Иоанна Кантакузина патриархом был избран Филофей Коккин). Удалился на остров Тенедос, где тогда  находился изгнанный император Иоанн V Палеолог, и продолжал действовать как патриарх.
По водворении в конце 1354 года на императорский престол Иоанна V Палеолога возвратился в 1355 году на патриаршю кафедру, на которой оставался до конца своих дней.
В 1350 году отлучил от церкви сербского короля Стефана Душана, а также архиепископа Иоанникия — по причине несогласия с законностью провозглашения последнего патриархом Сербским, а также в связи с односторонним распространением юрисдикции Сербской церкви на территории, захваченные Стефаном Душаном, включая Афон.
Скончался около 1363 года в Сербии, куда был направлен с посольством Иоанна V Палеолога.
Известен как автор духовных творений.

## Сочинения
На русском языке издано:
1. Главы о молитве. Правило о изволяющих безмолвно и иночески пожити, 100 глав. Добротолюбие. Изд. 2-е. Кн. 1, ч. II, М., 1882. То же. Пер. Епископа Феофана [Говорова]. Изд. Афонского Русского Пантелеимонова м-ря. М., 1889. (О молитве, 14 глав — см. также: «Христианское чтение», 1832. XLVII, с. 204 слл.).
2. Аскетические творения святых отцев, Каллиста Катафиогита о Божественном единении и созерцательной жизни. Иоанна Карпафийского слово подвижическое. Пер с греческого Н. А. Леонтьев. Шестой выпуск патрологического отдела журнала «Православный собеседник» за 1898 год. Казань, 1898, 109 с.
3. Жизнь святого Григория Синаита. — Пер. И. И. Соколова, М., 1904. То же. Изд. П. А. Сырку. Слав. пер. СПб., 1909. Памятники древней письменности и искусства. Т. ССХХII.